# Felix Pappalardi

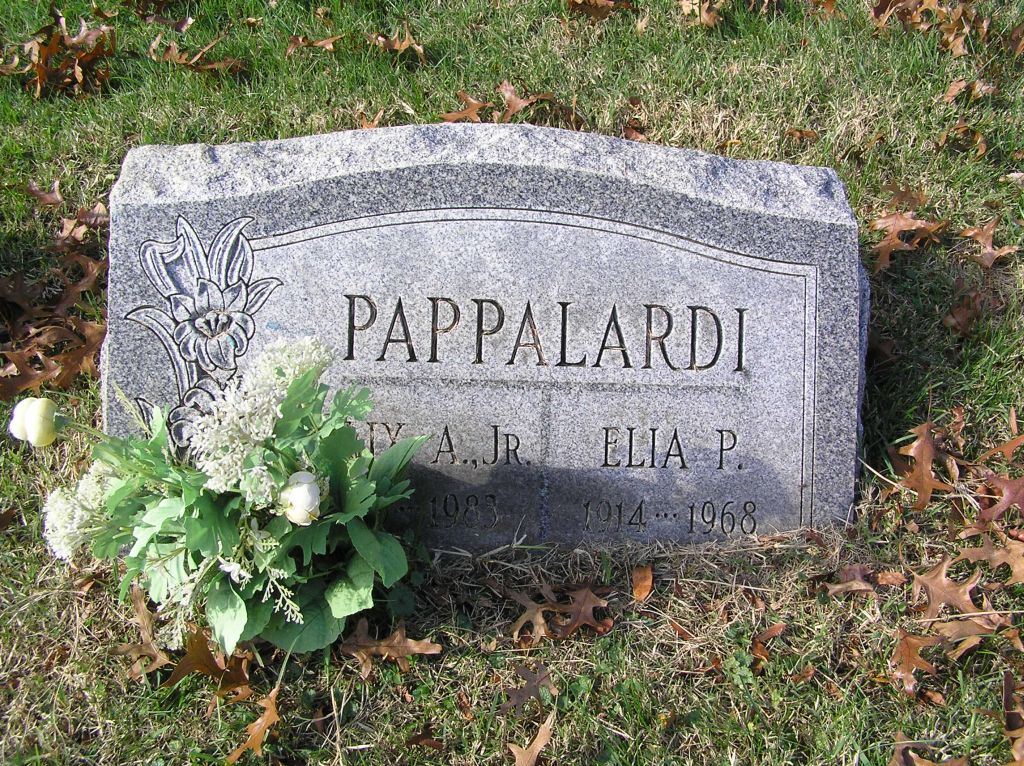
Graf van Felix Pappalardi

Felix Pappalardi (New York, 30 december 1939 – aldaar, 17 april 1983), was een Amerikaanse muziekproducent, songwriter, zanger en bassist.
Pappalardi was een klassiek geschoolde muzikant. Vanaf 1964 was hij lid van Max Moraths Original Rag Quarted (ORQ). Nadat Pappalardi zijn opleiding afrondde werd hij onderdeel van de folkmuziekscene in Greenwich Village. Hier maakte hij naam als arrangeur voor onder andere Tom Paxton, Vince Martin en Fred Neil. Dit leidde tot werk als muziekproducent voor folk- en folkrockacts als The Youngbloods en Joan Baez.
Als producent is Pappalardi het best bekend voor zijn werk met het Britse psychedelische bluesrock power trio Cream, te beginnen met hun tweede album, Disraeli Gears. Pappalardi is in verscheidene interviews met de leden van Cream betiteld als het vierde lid van de band doordat hij een grote rol had in de arrangementen op hun albums. Samen met zijn echtgenote Gail schreef hij de hit Strange Brew van Cream met Eric Clapton.
Als muzikant is Pappalardi vooral bekend als basgitarist, vocalist en medeoprichter van de Amerikaanse hardrock-/heavymetalbandband Mountain.
Pappalardi overleed op 17 april 1983 toen hij werd doodgeschoten door zijn vrouw Gail in hun appartement.
- Bibliothèque nationale de France: cb13807237j (data)
- Gemeinsame Normdatei: 1036146332
- International Standard Name Identifier: 0000 0000 8146 5264
- Library of Congress Control Number: n91032734
- MusicBrainz: c0b62669-9cc0-40d6-9ec6-1c466109efd9
- Nationale Bibliotheek van Tsjechië: xx0125269
- Nederlandse Thesaurus van Auteursnamen: 070585180
- Virtual International Authority File: 66650258
- WorldCat: E39PBJwxMmvj6CdfbDJK98tqcP